# 金剛川
金刚川（：／ K'umgangch'on */?）是北漢江的支流之一，起源於江原道北部的金剛山。1953年6月，中國人民志願軍負責守衛金剛川大橋。